# Acelerador de massa

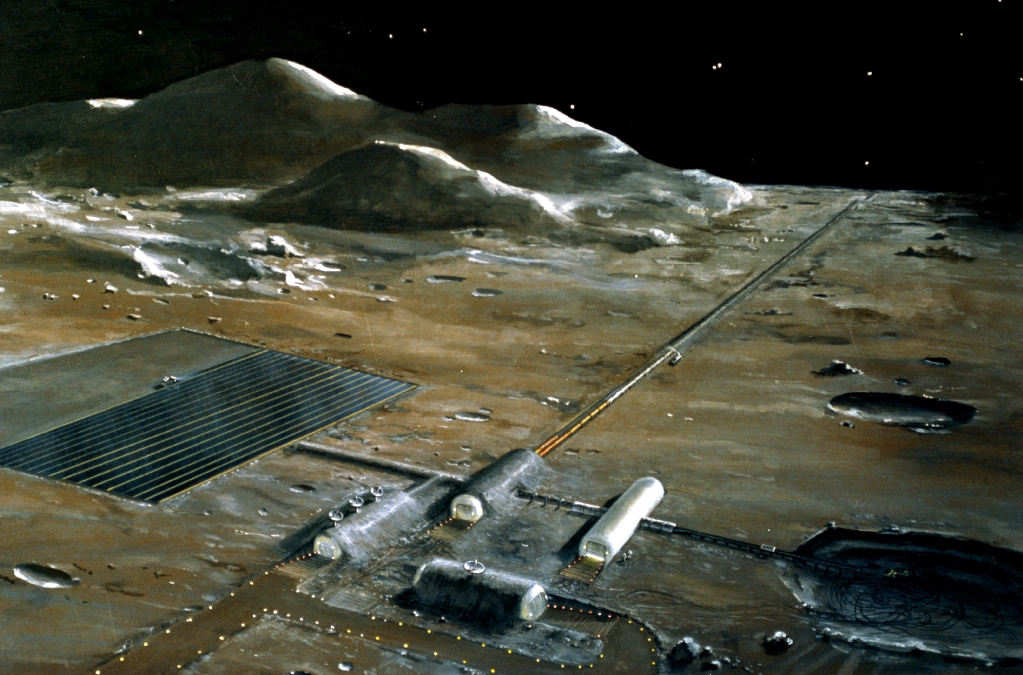
Concepção artística de um acelerador de massa na Lua.

Um acelerador de massa (não confundir com acelerador de partículas) ou catapulta eletromagnética é um método proposto de lançamento espacial sem foguete que usaria um motor linear para acelerar e catapultar cargas úteis até altas velocidades. Todos os aceleradores de massa existentes e idealizados usam bobinas de fio energizadas por eletricidade para fazer eletroímãs. O disparo sequencial de uma linha de eletroímãs acelera a carga útil ao longo de um caminho. Depois de deixar o caminho, a carga útil continua a se mover devido ao momento linear.
Embora qualquer dispositivo usado para impulsionar uma carga balística seja tecnicamente um acelerador de massa, neste contexto um acelerador de massa é essencialmente uma canhão eletromagnético que acelera magneticamente um pacote que consiste em um suporte magnetizável contendo uma carga útil. Uma vez que a carga útil foi acelerada, os dois se separam e o suporte é desacelerado e reciclado para outra carga útil.
Os aceleradores de massa podem ser usados para impulsionar espaçonaves de três maneiras diferentes: um grande acelerador de massa baseado no solo pode ser usado para lançar espaçonaves longe da Terra, da Lua ou de outro corpo. Um pequeno acelerador de massa poderia estar a bordo de uma espaçonave, jogando pedaços de material no espaço para se propelir. Outra variação seria uma enorme instalação em uma lua ou asteroide enviar projéteis para ajudar uma nave distante, através do envio de projéteis balísticos para causar dano..
Os aceleradores de massa miniaturizados também podem ser usados como armas de maneira semelhante às armas de fogo clássicas ou canhões por combustão química. Um exemplo de canhão de combustão física com o mesmo princípio do acelerador de massa (enviar uma carga à velocidades altas através do momento linear) pode ser o canhão V-3, projeto da Alemanha Nazista. Híbridos entre coilguns e canhões elétricos, como railguns helicoidais, também são possíveis.

## Aceleradores de massa fixos
Os aceleradores de massa não precisam de contato físico entre as partes móveis porque guiam seus projéteis por levitação magnética dinâmica, permitindo extrema reutilização no caso de comutação de energia de estado sólido e uma vida funcional de - teoricamente - até milhões de lançamentos. Enquanto os custos marginais tendem a ser consequentemente baixos, os custos iniciais de desenvolvimento e construção são altamente dependentes do desempenho, especialmente da massa pretendida, aceleração e velocidade dos projéteis. Por exemplo, enquanto Gerard O'Neill construiu seu primeiro acelerador de massa em 1976-1977 com um orçamento de $ 2.000, um modelo de teste curto disparando um projétil a 40 m/s e 33 g, com seu próximo modelo tendo uma aceleração de ordem de magnitude maior. Após um aumento comparável no financiamento e, alguns anos depois, pesquisadores da Universidade do Texas estimaram que um acelerador de massa disparando um projétil de 10 quilos a 6.000 m/s custaria 47 milhões de dólares.  
Para uma quantidade de energia tal que é envolvida, objetos mais pesados se conduzem proporcionalmente mais devagar. Objetos leves podem ser enviados à 20 km/s ou mais. Os limites são geralmente definidos como a quantidade de energia que pode ser descarregada rápida o suficiente e o custo da conversão da energia, que pode ser através de semicondutores ou através da conversão de fase gasosa (que ainda possuem um nicho nas aplicações de pulso energético extremos). Porém, energia pode ser armazenada indutivamente em bobinas supercondutoras. Um acelerador de massa de 1 km feito de bobinas supercondutoras pode acelerar um objeto de 20 kg à 10,5 km/s com uma eficiência de conversão de 80%, e aceleração média de 5.600 g.
Aceleradores de massa terrestres para enviar objetos à órbita, como o conceito StarTram, precisariam de investimento de capital considerável.
A força gravitacional da Terra relativamente forte e atmosfera densa fazem tal instalação difícil, portanto muitas propostas envolvem instalar aceleradores de massa na Lua, onde a gravidade menor e a falta de atmosfera reduzem a velocidade necessária para atingir órbita.
Grande maioria dos designs de aceleradores de massa sérios utilizam bobinas supercondutoras para atingir eficiência energética razoável (normalmente de 50% a 90%+, dependendo do design). O equipamento pode conter um recipiente supercondutor ou bobina de alumínio como a carga. As bobinas de um acelerador de massa podem induzir correntes de Foucault na bobina de alumínio da carga, e então agir sobre o campo magnético resultante. Há duas seções de um acelerador de massa. A parte da aceleração máxima coloca as bobinas em espaçamentos constantes, e sincroniza as correntes das bobinas ao recipiente. Nessa seção, a aceleração aumenta conforme a velocidade também a faz, até o máximo que o recipiente pode levar. Depois disso, a região de aceleração constante aumenta. Essa região coloca as bobinas em distâncias cada vez maiores para dar uma quantidade máxima de ganho de velocidade por unidade de tempo.
Com base nisso, uma proposta grande para o uso de aceleradores de massa envolve transportar material da superfície lunar para habitats espaciais para processamento utilizando de energia solar. O Instituto de Estudos Espaciais mostrou que essa aplicação era razoavelmente prática.
Em alguns designs, a carga seria mantida num recipiente e então solta, para que o recipiente possa ser desacelerado e reutilizado. Um recipiente descartável, por outro lado, poderia providenciar aceleração por todo o percurso. Alternativamente, se uma pista for construída ao longo da circunferência completa da Lua (ou qualquer outro corpo celeste sem qualquer atmosfera significativa), então a aceleração do corpo não seria limitada pelo tamanho da pista, mas um sistema precisaria ser desenvolvido para sobreviver forças centrifugas substanciais se ele fosse intencionado à acelerar passageiros e/ou carga para velocidades bem altas.

### Na Terra
Contrastando com as armas espaciais de propulsão química apenas, um acelerador de massa pode ser de qualquer tamanho, acessível monetariamente e com propulsão relativamente suave em sua extensão, opcionalmente até grande o suficiente para alcançar a velocidade necessária sem forças g excessivas para os passageiros. Pode ser construído como uma pista de lançamento bem longa e bastante alinhada horizontalmente, mirada para cima no fim, parcialmente por curvar a pista para cima e parcialmente pela curvatura da Terra na outra direção.
Elevações naturais, como montanhas, podem facilitar a construção da parte distante e direcionada para cima. Quanto mais alto a trilha termina, menos resistência da atmosfera o objeto lançado encontrará.
Os 40 megajoules por quilograma ou menos energia cinética de projéteis lançados até 9.000 m/s de velocidade (se incluindo extra para a perda de velocidade por conta do atrito) para a órbita terrestre baixa é alguns kilowatt-hora por quilograma se as eficiências forem relativamente altas, que foram hipotetizadas custando menos de um dólar de energia por quilograma enviado à baixa órbita terrestre, embora os custos totais seriam muito mais do que apenas eletricidade. Estando localizados maioritariamente levemente acima, no, ou embaixo do chão, um acelerador de massa talvez seja mais fácil manter do que outras estruturas de lançamento sem foguete. Embaixo do chão ou não, ele precisa ser colocado num cano que é esvaziado por uma bomba de vácuo para prevenir o arrasto do ar, como um selante mecânico mantido fechado maioria do tempo, com uma janela de plasma usada durante os momentos do disparo para prevenir perda do vácuo.
Um acelerador de massa na Terra seria normalmente um sistema de compromissos. Ele aceleraria uma recipiente até uma alta velocidade que poderia não ser o suficiente para órbita. Ele então soltaria a carga, que completaria o resto do lançamento com foguetes. Isso drasticamente reduziria a quantidade de velocidade necessária providenciada por foguetes para alcançar órbita. Menos de um décimo da velocidade orbital de um pequeno propulsor de foguete é o suficiente para aumentar o apside se um design prioriza-o, mas propostas híbridas opcionalmente reduzem requirimentos para o acelerador em si tendo uma quantidade maior de delta-v por uma queima de foguete (ou uma corda de troca de momento orbital). Na Terra, um projeto de acelerador de massa possivelmente poderia usar componentes maglev bem testados.
Para lançar um veículo com humanos a bordo, a trilha dum acelerador de massa deveria ter centenas de quilômetros se providenciando quase toda a velocidade para a Baixa Órbita Terrestre, embora um comprimento menor possa providenciar grande assistência de lançamento. Comprimento necessário, se acelerando principalmente num limite tolerável constante de força-g para os passageiros, é proporcional ao quadrado da velocidade. Por instância, metade da velocidade poderia corresponder a um túnel um quarto do comprimento daquilo que é necessário para ser construído, pela mesma aceleração.  Para objetos fortes, acelerações muito mais altas poderiam ser utilizadas, fazendo com que a trilha total seja muito menor, potencialmente circular ou espiral.  Outro conceito envolve um grande projeto de anel, por meio do qual um veículo espacial circularia o anel várias vezes, ganhando velocidade gradualmente, antes de ser lançado em um corredor de lançamento que conduz ao céu.
Aceleradores de massa foram propostos para o descarte de lixo nuclear no espaço: um projétil lançado muito acima da velocidade de escape da Terra escaparia do Sistema Solar, com passagem atmosférica a tal velocidade calculada como capaz de sobreviver por meio de um projétil alongado e um escudo de calor muito substancial. 

## Aceleradores de massa baseados em naves espaciais
Uma espaçonave poderia carregar um acelerador de massa como seu motor principal. Com uma fonte adequada de energia elétrica (provavelmente um reator nuclear), a espaçonave poderia usar o acelerador de massa para acelerar pedaços de matéria de quase qualquer tipo, impulsionando-se na direção oposta. Na menor escala de massa de reação, esse tipo de impulso é chamado de impulso iônico.
Nenhum limite teórico é conhecido pelo tamanho, aceleração ou energia do bocal de motores lineares. Porém, limitações da engenharia prática se aplicam como o raio de energia para massa, dissipação de calor residual e a quantidade de energia podendo ser fornecida e controlada. Velocidade de exaustão é idealmente não muito baixa ou alta.
Há uma quantidade de velocidade de exaustão ideal dependente para a missão e o impulso específico de cada motor limitado apenas pelo limite de energia da espaçonave. Impulso e momento da exaustão, por unidade-massa expelida, linearmente aumenta com sua velocidade (momento = mv), embora os requerimentos de energia cinética e elétrica aumentam mais rápido com a velocidade ao quadrado {\displaystyle Ec=\left({\frac {1}{2}}{mv^{2}}\right)}. Uma velocidade de exaustão muito baixa iria excessivamente aumentar a quantidade da massa do propelente necessário sob a equação do foguete, com uma fração grande de energia indo para acelerar o propelente ainda não utilizado. Uma velocidade muito grande têm benefícios e malefícios, aumentando a eficiência do uso do propelente (mais momento por unidade de massa de propelente usado), mas reduzindo o impulso e a atual taxa de aceleração da espaçonave caso a energia de entrada seja constante (menos momento por unidade de energia providenciada ao propelente).
Métodos de propulsão elétrica como aceleradores de massa são sistemas onde a energia não vem do propelente em si. (Isso contrasta com foguetes químicos onde a eficiência propulsiva varia com a taxa de velocidade de exaustão para a velocidade do veículo durante o período, mas impulso específico obtenível quase máximo tende ser um objetivo do design quando corresponde à maior energia de propelentes reagindo). Embora o impulso específico de um propulsor elétrico opcionalmente poderia aumentar de magnitude até onde os aceleradores de massa entram na categoria de aceleradores de partículas com exaustão de uma fração da velocidade da luz para partículas muito pequenas, tentando usar velocidades de exaustão extremas para acelerar uma espaçonave muito mais lenta poderia ser muito sub-ótima com baixa impulsão quando a energia disponível do reator de uma espaçonave ou fonte de energia é limitada (um análogo menor do que enviar energia a bordo para uma fileira de luzes, fótons sendo um exemplo de uma taxa de momento para energia muito baixa.)
Por exemplo, se a potência limitada a bordo fornecida ao seu motor fosse a limitação dominante sobre a quantidade de carga útil que uma espaçonave hipotética poderia transportar (como se o custo econômico do propelente intrínseco fosse menor devido ao uso de solo extraterrestre ou gelo), a velocidade de exaustão ideal seria em torno 62,75% do delta v total da missão se operando em impulso específico constante, exceto maior otimização poderia vir da variação da velocidade de exaustão durante o perfil da missão (como possível com alguns tipos de propulsores, incluindo drivers de massa e foguetes de magnetoplasma de impulso específico variável ).
Uma vez que um acelerador de massa pode usar qualquer tipo de massa para a massa de reação para mover a espaçonave, um acelerador de massa ou alguma variação parece ideal para veículos de exploração espacial profunda que pegam a massa dos recursos encontrados para seu uso.
Uma possível desvantagem do acelerador de massa é que ele tem o potencial de enviar massa de reação sólida viajando a velocidades relativas perigosamente altas para órbitas úteis e vias de tráfego. Para superar esse problema, a maioria dos esquemas planeja jogar poeira bastante fina. Alternativamente, o oxigênio líquido poderia ser usado como massa de reação, que após a liberação iria conduzir-se até seu estado molecular. Impulsionar a massa de reação à velocidade de escape solar é outra maneira de garantir que ela não continue sendo um perigo.

## Aceleradores de massa híbridos
Um acelerador de massa em uma nave espacial pode ser usado para "refletir" as massas de um acelerador de massa estacionário. Cada desaceleração e aceleração da massa contribui para o momento da espaçonave. A espaçonave leve e rápida não precisa carregar massa de reação e não precisa de muita eletricidade além da quantidade necessária para repor as perdas na eletrônica, enquanto a instalação de suporte imóvel pode funcionar com usinas de energia capazes de ser muito maiores do que a espaçonave, se necessário. Isso poderia ser considerado uma forma de propulsão movida a feixe (um análogo em escala macroscópica de uma vela magnética impulsionada por feixe de partículas). Um sistema semelhante também pode fornecer pelotas de combustível a uma nave espacial para alimentar outro sistema de propulsão.

## Aceleradores de massa como armas
Lançadores de projéteis eletromagnéticos de alta aceleração de tamanho pequeno a moderado estão atualmente passando por pesquisas e testes ativos pela Marinha dos Estados Unidos para uso como armas baseadas em terra ou em navios (na maioria das vezes canhões elétricos, mas canhões de gauss em alguns casos). Em escala maior do que as armas atualmente próximas à implantação, mas às vezes sugeridas em projeções futuras de longo alcance, um motor linear de velocidade suficientemente alta, um acelerador de massa, poderia, em teoria, ser usado como artilharia intercontinental (ou, se construído na Lua ou em órbita, usado para atacar um local na superfície da Terra). Como o acelerador de massa estaria localizado bem mais acima na gravidade do que os alvos teóricos, ele desfrutaria de um desequilíbrio de energia significativo em termos de contra-ataque.
A série de jogos eletrônicos Halo possui armas de defesa orbital, os Magnetic Accelerator Cannons (Canhões de Aceleração Magnéticos), que funcionam da mesma forma do que um acelerador de massa para desferir ataques catastróficos na espécie inimiga dos jogos, os Covenant.

## Tentativas práticas
Uma das primeiras descrições de engenharia de uma "Arma elétrica" aparece no suplemento técnico do romance de ficção científica de 1937 "Zero to Eighty", de "Akkad Pseudoman", um pseudônimo para o físico de Princeton e empresário elétrico Edwin Fitch Northrup . O Dr. Northrup construiu protótipos de pistolas de bobina alimentadas por geradores elétricos trifásicos de frequência kHz, e o livro contém fotos de alguns desses protótipos. O livro descreve uma circunavegação fictícia da lua por um veículo de duas pessoas lançado por uma arma elétrica Northrup.
Mais tarde, protótipos de aceleradores de massa foram construídos desde 1976 (Mass Driver 1), alguns construídos pelo Instituto de Estudos Espaciais dos Estados Unidos para provar suas propriedades e praticidade. A P&D militar em canhões gauss está relacionada, assim como os trens maglev.

### Pessoas
- Eric Laithwaite e o projeto Maglifter
- Gerard K. O'Neill